# Josef Beran
Pour les articles homonymes, voir Beran.
Josef Beran, né le 29 décembre 1888 à Pilsen et mort le 17 mai 1969 à Rome, est un cardinal tchécoslovaque, archevêque exilé de Prague et primat de Tchécoslovaquie. Son procès en béatification a été ouvert en 1999, étant déjà reconnu serviteur de Dieu.

## Biographie

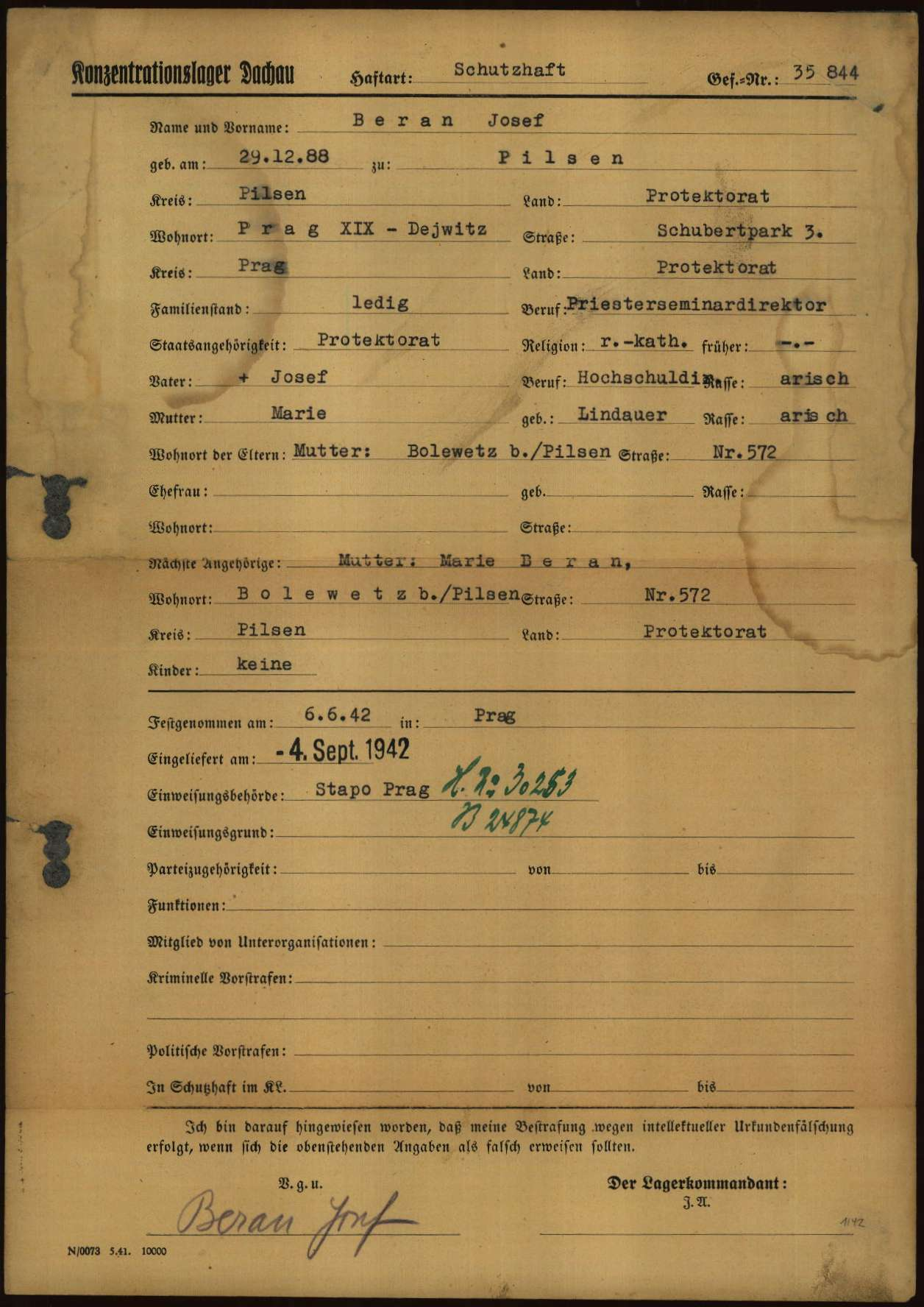
Formulaire d'enregistrement de Josef Beran en tant que prisonnier dans le camp de concentration nazi de Dachau

Josef Beran passe dix-sept ans dans les prisons nazies puis communistes. Arrêté par les Nazis en 1942 et libéré de Dachau en 1945, il est nommé archevêque de Prague l'année suivante.
Vigoureux dénonciateur des restrictions de la liberté des droits civiques et religieux imposées dans son pays après l'implantation du gouvernement communiste, un sermon enflammé prononcé à la cathédrale de Prague lui vaut une nouvelle arrestation en 1949.
Il est transféré à la prison de Roslov en 1951, où il demeure douze ans et n'est relâché qu'en 1963. Interdit de séjour en Tchécoslovaquie, il part en exil pour Rome où il demeure jusqu'à son décès.
Le pape Paul VI le crée cardinal en 1965 au titre de Santa Croce in via Flaminia.
À sa mort, il est enterré dans la crypte de la basilique Saint-Pierre de Rome.
Le 20 avril 2018, sa dépouille est rapatriée en République tchèque, et il est enterré dans la cathédrale Saint-Guy de Prague le 23.